# فتیش پستان

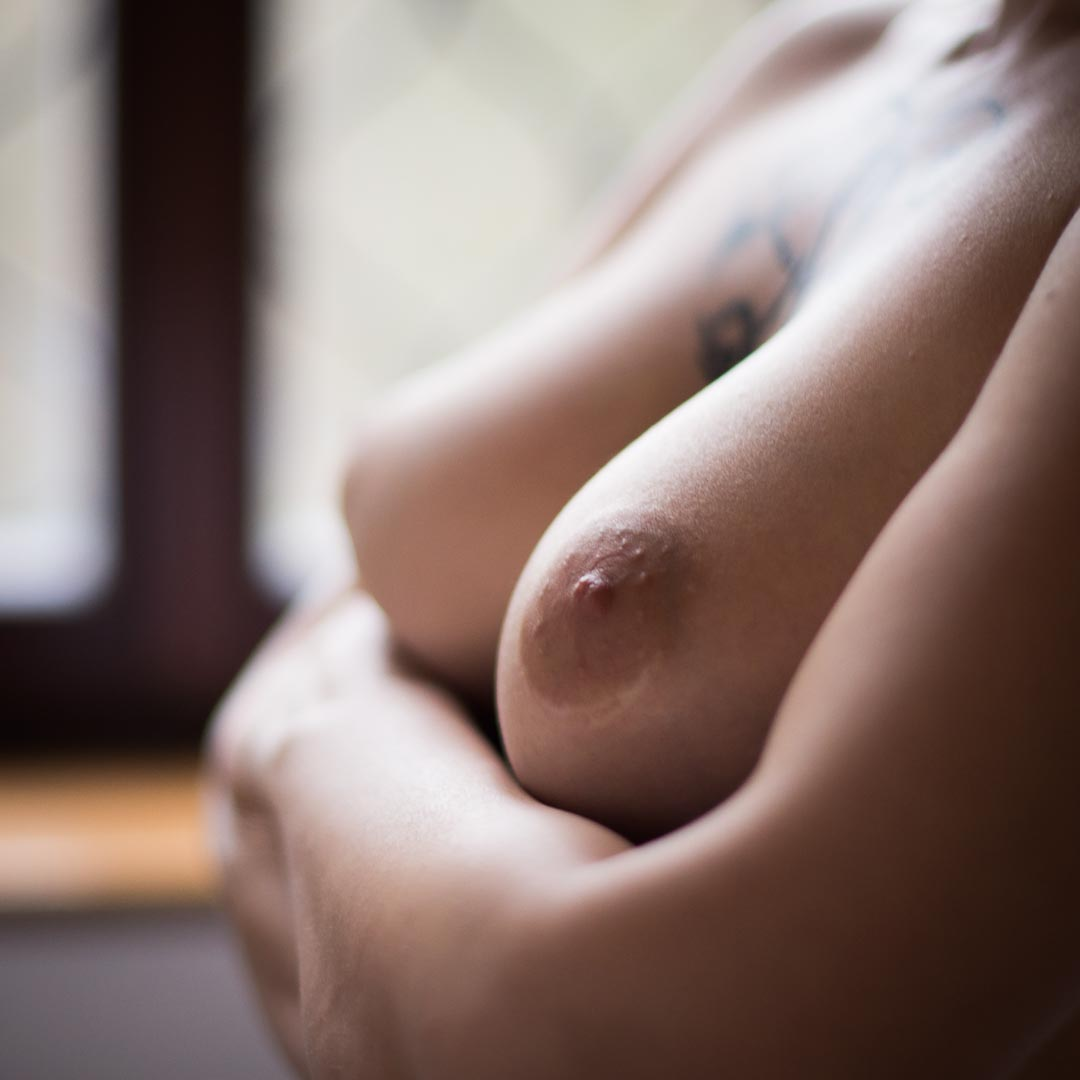
تصویری با تمرکز بر پستان‌های زن

میان پارافیلی‌ها، فتیش پستان (یا ماستوفکت یا پارتیالیسم پستان یا مازوفیلیا) علاقهٔ جنسی است که به توجه انحصاری بر پستان گفته می‌شود، و نوعی پارتیالیسم است. اصطلاح فتیش پستان همچنین می‌تواند دربارهٔ توجه فرهنگی به پستان زن و شهوت‌پراکنیِ آنها نیز به کار رَوَد.
برخی نویسندگان، شیفتگی گسترده به پستان‌ها را در مردان دگرجنسگرای جوامع غربی امروزی، به‌ویژه آمریکا، در چارچوب فتیشیسم جنسی یافته‌اند.

## توضیح علمی
کشش جنسی متعارف به پستان به این دلیل وجود دارد که یکی از صفات ثانویهٔ جنسی است. پستان هم در لذت جنسی و هم در تولید مثل ایفای نقش می‌کند. مردان معمولاً پستان‌های زنان را جذاب می‌دانند و این در فرهنگ‌های گوناگون دیده می‌شود.
جانورشناس و رفتارشناسی به‌نام دزموند موریس نوشته است که چاک سینه سیگنال جنسی است که به چاک باسن می‌ماند؛ موریس در کتابِ میمون برهنه نوشته این مسئله نیز ویژهٔ انسان‌ها است، و سایر نخستی‌سانان معمولاً باسن بسیار تخت‌تری دارند. روانشناسان فرگشتی این نظریه را مطرح می‌کنند که پستان‌های همواره‌بزرگِ انسان‌ها، برخلاف پستان‌های دیگر نخستی‌سانان که تنها طیِ تخمک‌گذاری بزرگ می‌شوند، به زنان اجازه می‌دهد تا «توجه و سرمایه‌گذاریِ مرد را، حتی زمانی که واقعاً بارور نیستند، به‌دست آورند».
کشش جنسی به پستان، طبیعی به‌شمار می‌رود؛ مگر اینکه انحصاری، و درنتیجه نوعی پارتیالیسم باشد.

## جامعه و فرهنگ

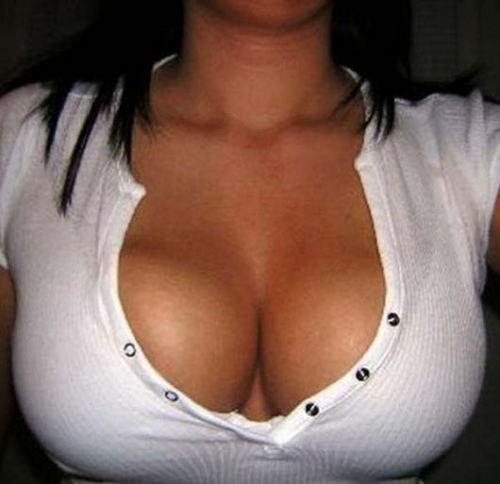
زنی که لباس‌های تنگ پوشیده و شکاف سینه را نشان می‌دهد

### نظر غالب
شیفتگی به پستان‌های زنان، به‌ویژه اندازه‌شان، فراگیر است. بسیاری، چه مرد و چه زن، پستان‌ها را صفت ثانویهٔ جنسی مهمی در زنان می‌دانند.
مدهای زنانهٔ امروزی را، که بر لباس‌های تنگ و نمایش چاک سینه تمرکز دارند، عامل افزایش فتیش پستان می‌دانند. اغلب نمایش چاک سینه با یقهٔ باز، هم نوعی لاس‌زنی یا اغواگری زنانه تلقی می‌شود، هم نوعی از زیبایی‌شناسی یا اروتیسم. بیشتر مردان دگرجنسگرا با دیدن پستان‌های زن تحریک می‌شوند، و برخی لذت می‌برند از اینکه شریکشان چاک سینه‌اش را نمایان کند. پستان‌بند فشاری و یقهٔ باز می‌توانند توجه‌ها را به چاک سینه جلب کنند. دربارهٔ اینکه نمایش چاک سینه تا چه‌اندازه در فضای عمومی پذیرفتنی است، اختلاف نظر وجود دارد. این که زن تا چه‌اندازه می‌تواند پستان‌هایش را نمایان کند، به بافتار اجتماعی و فرهنگی بستگی دارد. نمایش چاک سینه یا هرجایی از پستان زنان، می‌تواند در برخی محیط‌ها، مانند محل کار، کلیساها و مدارس، نامتعارف و چه‌بسا ممنوع باشد؛ حال آنکه در برخی فضاها نمایش هرچه‌بیشترِ چاک سینه می‌تواند مجاز باشد و حتی تشویق شود. نمایش نوک یا هالهٔ پستان تقریباً همیشه سینه‌لختی تلقی می‌شود، و برخی آن را بی‌حیایی و بعضاً جِلف یا ناپسند می‌دانند. جیمز لیور، تاریخ‌نگار هنر، استدلال می‌کند که تغییر استانداردهای نمایش چاک سینه در دنیای غرب، بیشتر در لباسهای شب دیده می‌شود تا لباسهای روز.
تهیه‌کنندگانی همچون راس مایر، فیلم‌هایی ساختند که در آنها بازیگرانی با پستان‌های درشت بازی کرده‌اند. لورنا (۱۹۶۴) نخستین فیلم مایر از این نوع بود، که در آن بازیگر نقش اول زن، لورنا مایتلند، به‌دلیل اندازهٔ پستان‌هایش برای این نقش انتخاب شد. دیگر بازیگران زن درشت‌پستانی که برای مایر کار کردند، ازجمله کیتن ناتیویداد، اریکا گوین، تورا ساتانا و اوشی دیگارد بودند. پستان‌های بیشتر آنان به‌طور طبیعی درشت بودند؛ هرچند مایر گاهی زنانی را در سه‌ماههٔ نخست بارداریشان به‌کار می‌گرفت، تا پستان‌هایشان بزرگ‌تر از حالت معمول باشند. ویلیام راتسلر، نویسنده و کاگردان، گفت: «با فیلم لورنا مایر فرمولی بنیان نهاد که او را ثروتمند و پرآوازه کرد؛ فرمول افرادی که در غایت نفرت، شهوت و هوس بسیار سنگین فیلمبرداری شده‌اند».
در دنیای پورنوگرافی، آمار وبگاه‌های پورن‌هاب و یوپورن نشان می‌دهد که گرایش به پستان و باسن در کشورهای گوناگون، و به‌طور میانگین در مناطق گوناگون جهان، متفاوت است؛ ایالات متحده و بیشتر کشورهای آمریکای لاتین و آفریقا باسن‌پَسَند، و بیشتر اروپا و آسیا پستان‌پَسَند هستند.

### نظرات فرعی
اصطلاح فتیش پستان در بافتارهای قوم‌نگاشتی و فمینیستی، برای توصیف جامعه‌ای به‌کار می‌رود که فرهنگش به پستان، با هدف جنسی، توجه شود. برخی فمینیست‌ها، برپایهٔ بارگاه‌های ایزدبانوی چاتال‌هویوک (در ترکیهٔ امروزی)، استدلال کرده‌اند که فتیش پستان به دوران نوسنگی بازمی‌گردد. کاوش‌های باستان‌شناختی در این شهر پیرامون سال ۱۹۶۰، آشکار کردند که دیوارهای زیارتگاه(ها) آراسته‌به جفت پستان‌های بی‌پیکر هستند، که گویا «وجودی مستقل» دارند. الیزابت گولد دیویس استدلال می‌کند که پستان‌ها (و نیز نَراَندامه‌ها) را زنان چاتال‌هویوک به‌مثابهٔ ابزارهای مادرانه گرامی می‌داشتند، ولی پس از آنچه که او انقلاب پدرسالاری نام می‌نهد -زمانی که مردان هم نراندامه‌پرستی و هم «فتیش پستان» را ازآنِ خود کردند- این اندام‌ها «معنای جنسی که اکنون دارند، به‌دست آوردند».

## قایق موتوری
نوعی از فتیش پستان که در آن شخص صورت خود را، معمولاً دهان خود را، در شکافِ بین پستان‌های زن قرار می‌دهد و آن را از پهلو به پهلو حرکت می‌دهد، به عنوان قایق موتوری شناخته می‌شود. ممکن است شخصی که این عمل را انجام می‌دهد صدای قایق موتوری را نیز در بیاورد (این عمل صدا و لرزشی ایجاد می‌کند که شبیه صدای موتور قایق موتوری است) که نام آن از آن گرفته شده است. این را می‌توان به صورت معکوس نیز انجام داد و زن صورت شخص دیگری را در بین پستان‌های خود قرار داده و آن‌ها را از پهلو به پهلو حرکت دهد. نوع دیگر این حرکت این است که زن پستان‌های خود را در هر دست محکم بگیرید و آنها را روی صورت گیرنده بمالد. برخی از زنان با سینه‌های کوچک‌تر ممکن است «قایق موتوری» را چالش‌برانگیز بدانند، زیرا معمولاً باید پستان‌های خود را در حداقل ممکن فشار دهند. این عمل اغلب نوعی بازی صمیمی یا جنسی در نظر گرفته می‌شود، و مهم است که توجه داشت انجام هر عمل صمیمی یا جنسی همیشه باید با رضایت و احترام همه طرف‌های درگیر باشد. کسب رضایت واضح و مشتاقانه قبل از انجام هر گونه فعالیت جنسی بسیار مهم است.